# Calyptura
Calyptura is een geslacht van vogels uit de familie tirannen (Tyrannidae). De wetenschappelijke naam van het geslacht is voor het eerst geldig gepubliceerd in 1832 door Swainson.

## Soorten
De vogel werd traditioneel ingedeeld bij de familie cotinga's. Sinds een deel van de soorten uit deze familie zijn ondergebracht in de familie Tityridae, is er twijfel over de plaatsing van dit geslacht (en ook het geslacht Phibalura). Daarom behoorde het tot 2012 tot de categorie Incertae sedis. 
De volgende soort is bij het geslacht ingedeeld:
- Calyptura cristata – Kuifcalyptura